# Oudega (Smallingerland)
Oudega (Fries: Aldegea, [’ɔ:dəɡɪ.ə]) is een dorp in de gemeente Smallingerland, in de Nederlandse provincie Friesland. Oudega ligt tussen Drachten en het Nationaal Park De Oude Venen. Ten zuiden van het dorp loopt de Wijde Ee. Van hier loopt het Ouddiep naar Oudega. In 2023 telde het dorp 1.670 inwoners. 
De buurtschappen De Gaasten, De Kooi, Opperburen, Siteburen en Uiteinde liggen in het postcodegebied van Oudega.

## Geschiedenis
Oudega is de Middeleeuwen ontstaan op een zandrug te midden van plassen en veengebieden. De zandrug lag bij de Oudegaaster Zanding (die in 1922 werd ingepolderd) waardoor de plaats goed bereikbaar was via het water. Via het land was het minder goed bereikbaar. Daarin kwam vanaf de 15e eeuw langzaam verandering.
Oudega werd vanaf de 15e eeuw vermeld als Aldga, Aldeghae en Aldega. De naam is ter onderscheiding van het noordelijker gelegen Nijega.

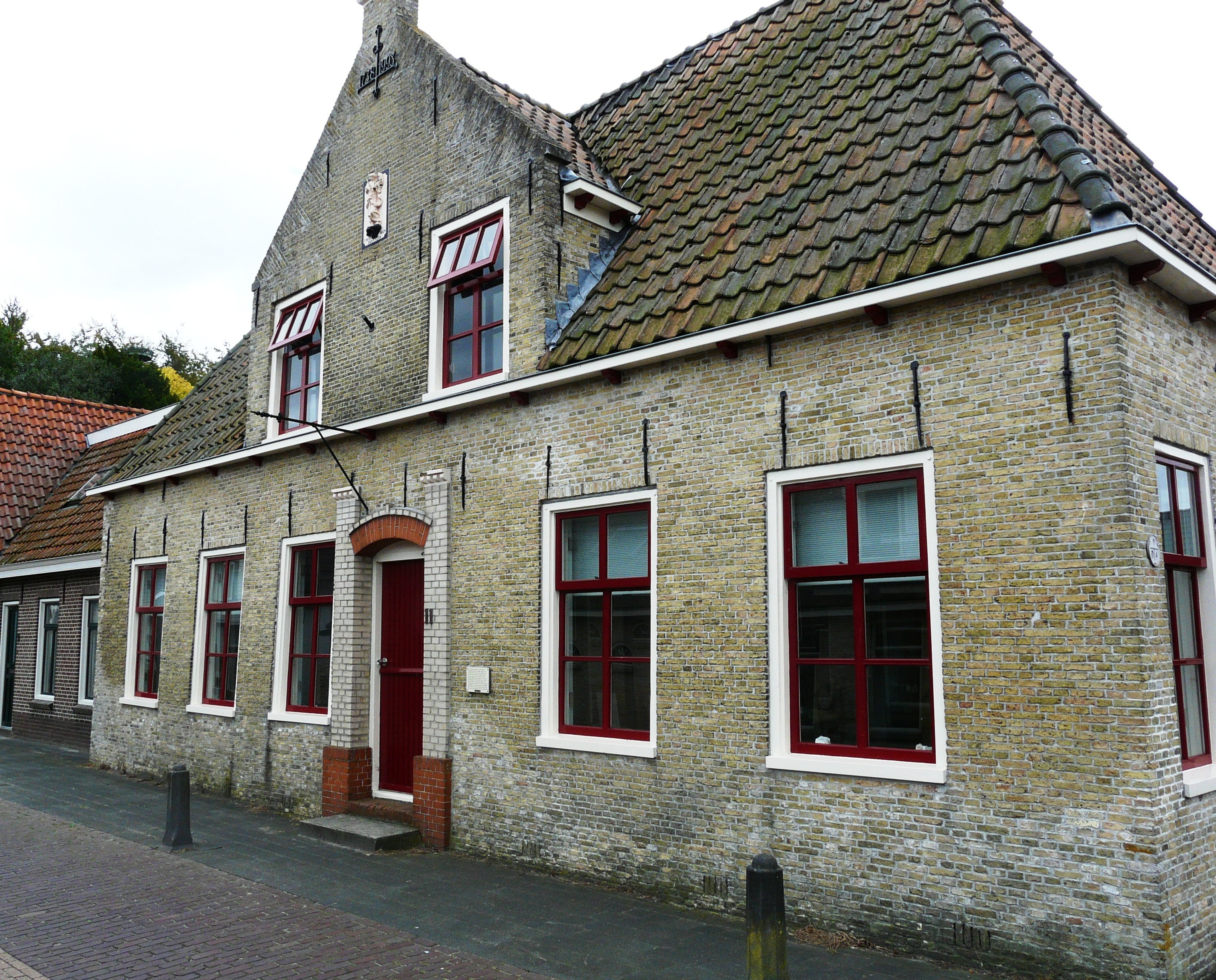
Het oude Rechthuys

 Oudega werd in de zestiende eeuw de hoofdplaats van Smallingerland. De grietman woonde oorspronkelijk op Great Haersma State. Het dorp kreeg in 1664 ook een rechthuis dat bewaard is gebleven en later een rijksmonument is geworden. In de negentiende eeuw vertrok het gemeentebestuur uit Oudega, eerst naar Opeinde en uiteindelijk naar Drachten.
In de 20ste eeuw is het dorp flink gegroeid. Zo is de voormalige buurtschap It West geheel vast komen te liggen aan Oudega en onderdeel geworden van het dorp. Aan It West ligt een camping.

## Kerken

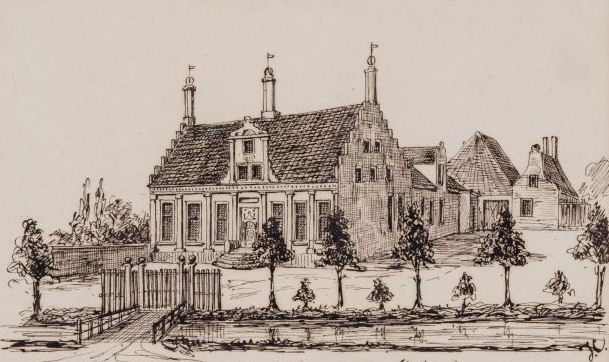
Tekening uit 19e eeuw van de Groot Haersma State

De romaanse dorpskerk stamt uit de twaalfde eeuw. Het tufstenen gebouw was gewijd aan Sint-Agatha. Eind negentiende eeuw kreeg het dorp een Gereformeerde kerk, de huidige Gereformeerde kerk dateert uit 1910 en is een gemeentelijk monument. Voor zover bekend heeft de Sint Agathakerk de oudste klok van Nederland. 

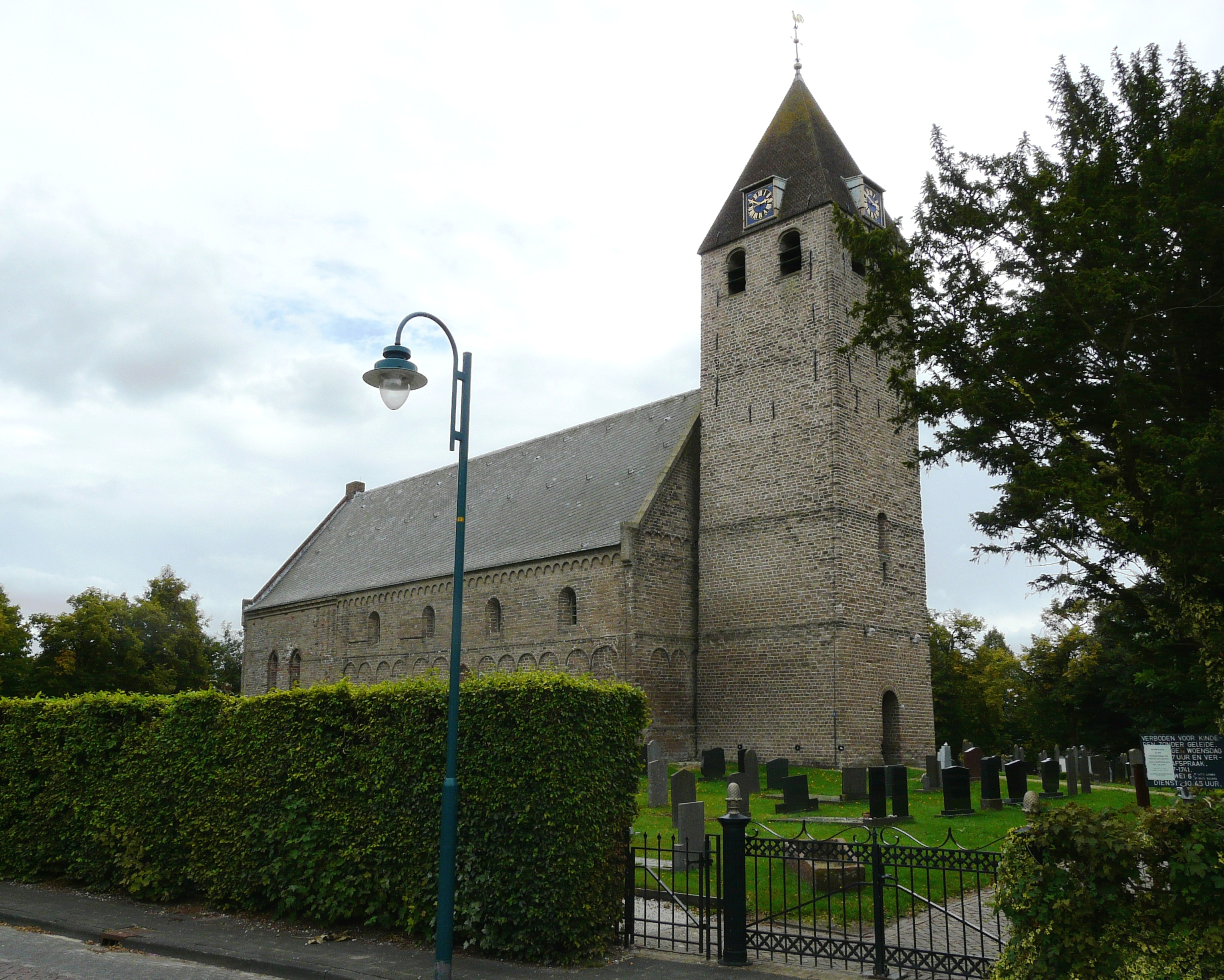
Sint-Agathakerk

## Molens

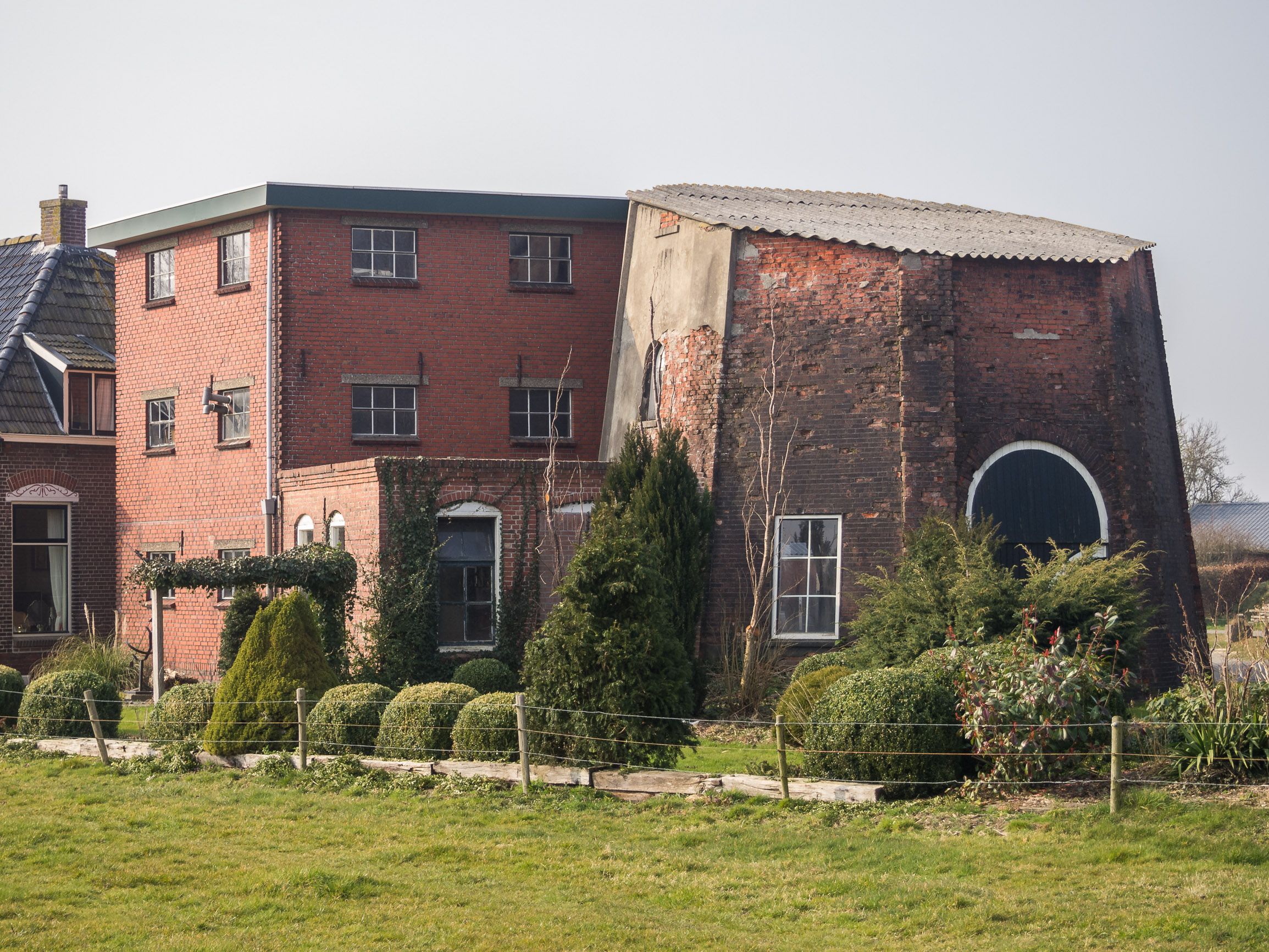
Korenmolen De Hoop

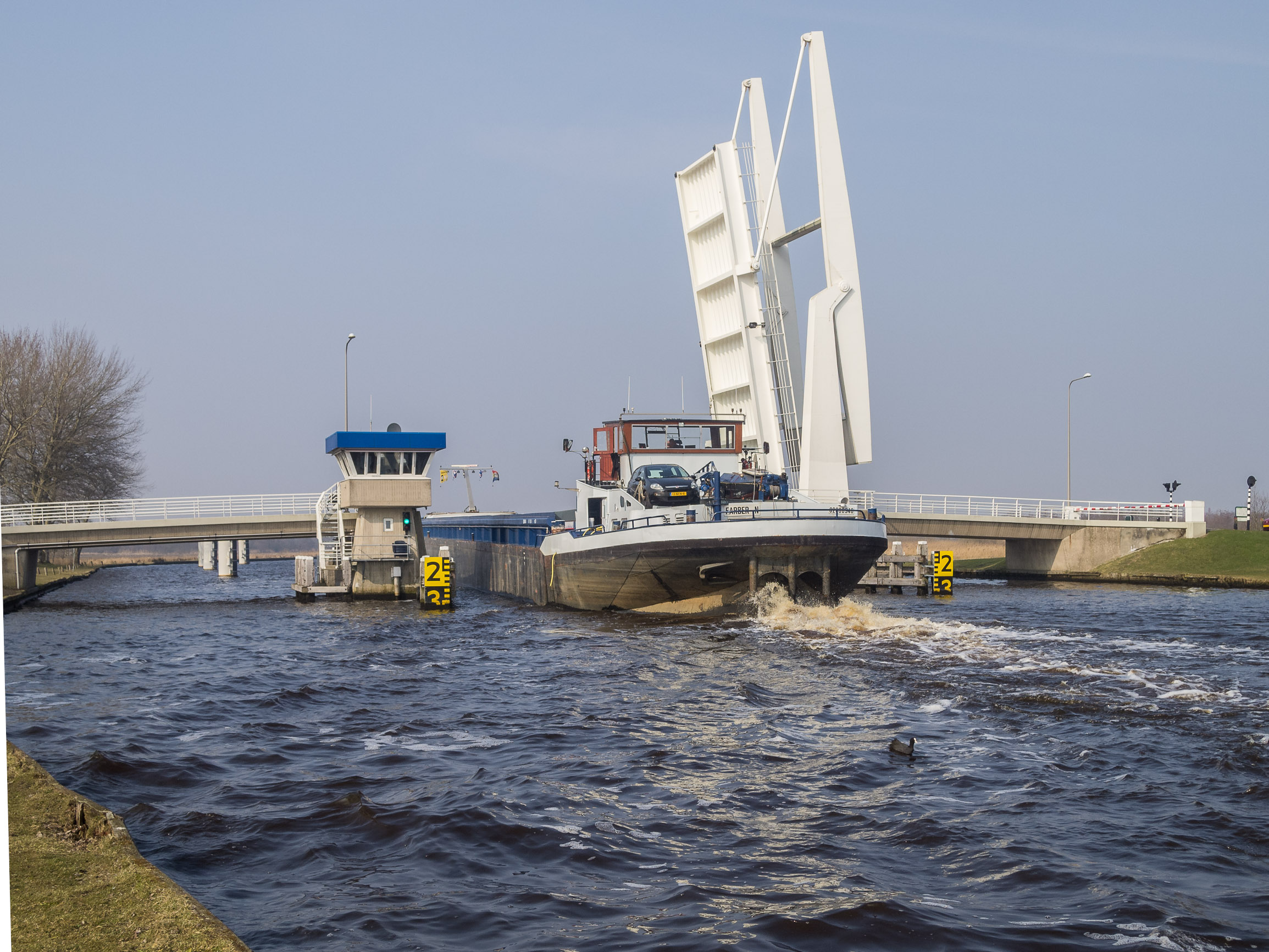
Brug in de Hooidammen

Ten zuidwesten van het dorp staan twee Amerikaanse windmotoren, de Windmotor Barfjild en de Windmotor Oudega. Verder staat er het overblijfsel van de korenmolen De Hoop in het dorpsgebied.

## Sport
De tennisvereniging De Kreilen heeft twee buitenbanen. Er naast ligt het sportpark De Kamp, daarop zitten onder meer Korfbalvereniging Quick '21, RSO Gymnastiek en RSO Volleybal. Verder zijn er twee dartclubs, de ijsclub Eastersânning, twee paardensportverenigingen. In de haven zit een watersportvereniging..

## Cultuur
In 1970 fuseerde Apollo, het fanfarekorps van Opeinde, samen met het fanfarekorps van Oudega: Foarút. Dit werd later Apollo-Foarút. In 1904 werd het Fanfareorkest Looft den Heer opgericht. In Oudega zijn vrij veel kleine evenementen, onder andere georganiseerd door de Kulturele Kommisje Aldegea.
In 1992 werd de dorpskrant, De Bakbrogge, opgericht.

## Onderwijs
Het dorp had een tijdlang twee basisscholen, de PCBO De Grûnslach en OPO De Great Haersmaskoalle. Deze zijn per 2016 gefuseerd tot de Samenwerkingsschool De Diamant.

## Bekende inwoners

### Geboren in Oudega
- Philippus van Blom (1824-1910) - Rechter en politicus

### Overleden in Oudega
- Hector Livius van Haersma (1737-1820) - Grietman

### Geboren in Oudega
- Iep van der Meer (1963) - journalist en presentator